# Iguazu (geslacht)
Iguazu is een geslacht van schietmotten van de familie Hydrobiosidae.

## Soorten
- I. flavofuscum F Schmid, 1957
- I. ulmeri HH Ross & EW King, 1952